# J. Robbins
James Robbins, meglio conosciuto come J. Robbins (...), è un bassista e produttore discografico statunitense.
Ha iniziato la sua carriera come bassista nei Government Issue, ed è stato il frontman di quattro band: Jawbox, Rollkicker Laydown, Burning Airlines e Channels. Inoltre è stato il bassista degli Scream per alcuni tour e ha suonato il basso nel 7" di debutto dei Jack Potential, pubblicato da DeSoto Records nel 1993. Ha anche prodotto in studio band come Ponytail, Clutch, The Bakerton Group, Jets to Brazil, Hey Mercedes, Shiner, The Life and Times, Miranda Sound, Time Spent Driving, Faraquet, The Dismemberment Plan, The Monorchid, The Promise Ring, Dwindle, Pilot to Gunner, None More Black, Jawbreaker, Against Me!, Goodbye Soundscape, Modern Life is War, Murder by Death, MewithoutYou e Nakatomi Plaza.
Al momento suona il basso nei Report Suspicious Activity con Vic Bondi e la chitarra nei Channels.

## Discografia

### Con i Government Issue

#### Album di studio
- 1983 - Boycott Stabb
- 1984 - Joyride
- 1985 - The Fun Just Never Ends
- 1986 - Government Issue
- 1987 - You
- 1988 - Crash

#### Album live
- 1985 - Live on Mystic
- 1990 - No Way Out '82
- 2003 - Strange Wine: Live at CBGB August 30th, 1997
- 2009 - The Punk Remains the Same

#### Raccolte
- 1990 - Joyride/Fun Just Never Ends
- 1991 - Beyond
- 1994 - Best of Government Issue Live
- 1995 - The Mystic Years
- 2000 - Complete History, Vol. 1
- 2001 - Complete History, Vol. 2

#### EP e singoli
- 1981 - Legless Bull
- 1982 - Make an Affort
- 1985 - Give Us Stabb or Give Us Death
- 1988 - Strange Wine

#### DVD
- 2005 - Live 1985
- 2005 - Hardcore

### Con i Burning Airlines
- 1999 - Mission: Control!
- 2001 - Identikit

### Con i Jawbox

#### Album di studio
- 1991 - Grippe
- 1992 - Novelty
- 1994 - For Your Own Special Sweetheart
- 1996 - Jawbox

#### EP e singoli
- 1990 - Jawbox
- 1992 - Tongues
- 1993 - Jackpot Plus!
- 1993 - Simple Machines Working Holiday: September
- 1994 - Savory + 3
- 1995 - Absenter

#### Album live
- 1995 - Your Choice Live Series

#### Raccolte
- 1998 - My Scrapbook of Fatal Accidents
- 1994 - The Machines: Simple Machines 7"s (1990-1993)

### Con i Rollkicker Laydown

#### Album di studio
- 1993 - No Voices in the Wire

### Con i Channels

#### Album di studio
- 2006 - Waiting for the Next End of the World

#### EP
- 2004 - Open

### Con i Report Suspicious Activity

#### Album di studio
- 2005 - Report Suspicious Activity
- 2008 - Destroy All Evidence